# Kyriakos Papadopoulos
Kyriakos Papadopoulos (in greco Κυριάκος Παπαδόπουλος; Katerini, 23 febbraio 1992) è un calciatore greco, difensore attualmente svincolato.

## Caratteristiche tecniche
È un difensore centrale, ma eventualmente può giocare anche come mediano.

## Carriera

### Club

#### Olympiakos
Cresce nelle giovanili dello Svoronos Katerinis fino al 2007, anno in cui si trasferisce all'Olympiakos. Il 2 dicembre 2007, all'età di 15 anni, fa il suo esordio in prima squadra nella Super League, subentrando all'88º minuto a Cristian Raúl Ledesma, nella vittoria per 3-1 contro l'Atromitos. Chiude la sua esperienza collezionando 15 presenze in tre stagioni.

#### Schalke 04
Il 23 giugno 2010 sottoscrive un contratto quadriennale con lo Schalke 04. Nella sua prima stagione scende in campo 18 volte in Bundesliga, giocando anche sette partite di Champions League. Il 23 luglio 2011 vince la Supercoppa di Germania, grazie alla vittoria ai rigori contro il Borussia Dortmund campione di Germania.

#### Prestito al Bayer Leverkusen
Il 3 agosto 2014 si trasferisce al Bayer Leverkusen con la formula del prestito. Il 7 giugno 2015 le Aspirine decidono di esercitare il diritto di riscatto.

### Nazionale
Ha giocato con la nazionale Under-17 e con la nazionale Under-19. Con quest'ultima ha partecipato all'Europeo U-19 in Repubblica Ceca. Ha giocato 13 gare con la nazionale Under-21 segnando 2 gol.
Il 4 giugno 2011 esordisce con la nazionale maggiore nella partita valida per le qualificazioni al campionato europeo di calcio 2012 contro Malta e vinta per 3-1, segnando anche il suo primo gol, quello del momentaneo 2-0 al 26º minuto. L'8 giugno 2012 fa il suo esordio ad Euro 2012 subentrando al 37º minuto del primo tempo al suo compagno Avraam Papadopoulos infortunato.

## Statistiche

### Presenze e reti nei club
Statistiche aggiornate al 15 dicembre 2021.
| Stagione                | Squadra                 | Campionato              | Campionato | Campionato | Coppe nazionali | Coppe nazionali | Coppe nazionali | Coppe continentali | Coppe continentali | Coppe continentali | Altre coppe | Altre coppe | Altre coppe | Totale | Totale |
| Stagione                | Squadra                 | Comp                    | Pres       | Reti       | Comp            | Pres            | Reti            | Comp               | Pres               | Reti               | Comp        | Pres        | Reti        | Pres   | Reti   |
| ----------------------- | ----------------------- | ----------------------- | ---------- | ---------- | --------------- | --------------- | --------------- | ------------------ | ------------------ | ------------------ | ----------- | ----------- | ----------- | ------ | ------ |
| 2007-2008               | Olympiacos              | SL                      | 3          | 0          | CG              | 0               | 0               | UCL                | -                  | -                  |             | -           | -           | 3      | 0      |
| 2008-2009               | Olympiacos              | SL                      | 3          | 0          | CG              | 0               | 0               | UCL+CU             | -                  | -                  |             | -           | -           | 3      | 0      |
| 2009-2010               | Olympiacos              | SL                      | 4+2        | 0          | CG              | 1               | 0               | UCL                | 2                  | 0                  |             | -           | -           | 9      | 0      |
| Totale Olympiakos       | Totale Olympiakos       | Totale Olympiakos       | 10+2       | 0          |                 | 1               | 0               |                    | 2                  | 0                  |             |             |             | 15     | 0      |
| 2010-2011               | Schalke 04              | BL                      | 18         | 0          | CG              | 5               | 0               | UCL                | 7                  | 0                  |             | -           | -           | 30     | 0      |
| 2011-2012               | Schalke 04              | BL                      | 29         | 2          | CG              | 3               | 1               | UEL                | 13                 | 2                  | SG          | 1           | 0           | 46     | 5      |
| 2012-2013               | Schalke 04              | BL                      | 10         | 1          | CG              | 2               | 1               | UCL                | 4                  | 0                  |             | -           | -           | 16     | 2      |
| Totale Schalke 04       | Totale Schalke 04       | Totale Schalke 04       | 57         | 3          |                 | 10              | 2               |                    | 24                 | 2                  |             | 1           | 0           | 92     | 7      |
| 2014-2015               | Bayer Leverkusen        | BL                      | 15         | 0          | CG              | 2               | 0               | UCL                | 4                  | 1                  | -           | -           | -           | 5      | 1      |
| 2015-2016               | Bayer Leverkusen        | BL                      | 16         | 0          | CG              | 4               | 0               | UCL+ UEL           | 7+4                | 1+0                | -           | -           | -           | 5      | 1      |
| Totale Bayer Leverkusen | Totale Bayer Leverkusen | Totale Bayer Leverkusen | 31         | 0          |                 | 6               | 0               |                    | 15                 | 2                  |             | 1           | 0           | 73     | 2      |
| 2016-2017               | R. Lipsia               | BL                      | 1          | 0          | CG              | 0               | 0               | -                  | -                  | -                  | -           | -           | -           | 1      | 0      |
| 2016-2017               | Amburgo                 | BL                      | 16         | 2          | CG              | 2               | 0               | -                  | -                  | -                  | -           | -           | -           | 17     | 2      |
| 2017-2018               | Amburgo                 | BL                      | 29         | 1          | CG              | 1               | 0               | -                  | -                  | -                  | -           | -           | -           | 30     | 1      |
| 2018-2019               | Amburgo                 | 2BL                     | 1          | 0          | CG              | 1               | 0               | -                  | -                  | -                  | -           | -           | -           | 2      | 0      |
| 2019-2020               | Amburgo                 | 2BL                     | 2          | 0          | CG              | -               | -               | -                  | -                  | -                  | -           | -           | -           | 2      | 0      |
| Totale Amburgo          | Totale Amburgo          | Totale Amburgo          | 48         | 3          |                 | 4               | 0               |                    | -                  | -                  |             | -           | 0           | 52     | 3      |
| 2020-2021               | Lokomotiva Zagreb       | PH                      | 24         | 2          | CC              | -               | -               |                    | -                  | -                  |             | -           | -           | 24     | 2      |
| ago. 2021               | Al-Fayha                | LSP                     | 1          | 0          | CdC             | -               | -               |                    | -                  | -                  |             | -           | -           | 1      | 0      |
| set. 2021-2022          | Atromītos               | SL                      | 15         | 0          | CG              | 1               | 0               |                    | -                  | -                  |             | -           | -           | 16     | 0      |
| Totale carriera         | Totale carriera         | Totale carriera         | 189        | 8          |                 | 24              | 2               |                    | 41                 | 3                  |             | 1           | 0           | 254    | 13     |

### Cronologia presenze e reti in nazionale
| Cronologia completa delle presenze e delle reti in nazionale ― Grecia | Cronologia completa delle presenze e delle reti in nazionale ― Grecia | Cronologia completa delle presenze e delle reti in nazionale ― Grecia | Cronologia completa delle presenze e delle reti in nazionale ― Grecia | Cronologia completa delle presenze e delle reti in nazionale ― Grecia | Cronologia completa delle presenze e delle reti in nazionale ― Grecia | Cronologia completa delle presenze e delle reti in nazionale ― Grecia | Cronologia completa delle presenze e delle reti in nazionale ― Grecia |
| Data                                                                  | Città                                                                 | In casa                                                               | Risultato                                                             | Ospiti                                                                | Competizione                                                          | Reti                                                                  | Note                                                                  |
| --------------------------------------------------------------------- | --------------------------------------------------------------------- | --------------------------------------------------------------------- | --------------------------------------------------------------------- | --------------------------------------------------------------------- | --------------------------------------------------------------------- | --------------------------------------------------------------------- | --------------------------------------------------------------------- |
| 4-6-2011                                                              | Pireo                                                                 | Grecia                                                                | 3 – 1                                                                 | Malta                                                                 | Qual. Euro 2012                                                       | 1                                                                     | 15’                                                                   |
| 7-6-2011                                                              | New York                                                              | Ecuador                                                               | 1 – 1                                                                 | Grecia                                                                | Amichevole                                                            | -                                                                     |                                                                       |
| 10-8-2011                                                             | Sarajevo                                                              | Bosnia ed Erzegovina                                                  | 0 – 0                                                                 | Grecia                                                                | Amichevole                                                            | -                                                                     | 80’                                                                   |
| 2-9-2011                                                              | Ramat Gan                                                             | Israele                                                               | 0 – 1                                                                 | Grecia                                                                | Qual. Euro 2012                                                       | -                                                                     |                                                                       |
| 6-9-2011                                                              | Riga                                                                  | Lettonia                                                              | 1 – 1                                                                 | Grecia                                                                | Qual. Euro 2012                                                       | 1                                                                     | 55’                                                                   |
| 11-10-2011                                                            | Tbilisi                                                               | Georgia                                                               | 1 – 2                                                                 | Grecia                                                                | Qual. Euro 2012                                                       | -                                                                     |                                                                       |
| 29-2-2012                                                             | Candia                                                                | Grecia                                                                | 1 – 1                                                                 | Belgio                                                                | Amichevole                                                            | -                                                                     | 46’                                                                   |
| 31-5-2012                                                             | Kufstein                                                              | Armenia                                                               | 0 – 1                                                                 | Grecia                                                                | Amichevole                                                            | 1                                                                     |                                                                       |
| 8-6-2012                                                              | Varsavia                                                              | Polonia                                                               | 1 – 1                                                                 | Grecia                                                                | Euro 2012 - 1º turno                                                  | -                                                                     | 37’                                                                   |
| 12-6-2012                                                             | Breslavia                                                             | Rep. Ceca                                                             | 2 – 1                                                                 | Grecia                                                                | Euro 2012 - 1º turno                                                  | -                                                                     | 57’                                                                   |
| 16-6-2012                                                             | Varsavia                                                              | Grecia                                                                | 1 – 0                                                                 | Russia                                                                | Euro 2012 - 1º turno                                                  | -                                                                     |                                                                       |
| 22-6-2012                                                             | Danzica                                                               | Germania                                                              | 4 – 2                                                                 | Grecia                                                                | Euro 2012 - Quarti di finale                                          | -                                                                     |                                                                       |
| 15-8-2012                                                             | Oslo                                                                  | Norvegia                                                              | 2 – 3                                                                 | Grecia                                                                | Amichevole                                                            | 1                                                                     |                                                                       |
| 7-9-2012                                                              | Riga                                                                  | Lettonia                                                              | 1 – 2                                                                 | Grecia                                                                | Qual. Mondiali 2014                                                   | -                                                                     |                                                                       |
| 11-9-2012                                                             | Atene                                                                 | Grecia                                                                | 2 – 0                                                                 | Lituania                                                              | Qual. Mondiali 2014                                                   | -                                                                     | 62’                                                                   |
| 14-11-2012                                                            | Dublino                                                               | Irlanda                                                               | 0 – 1                                                                 | Grecia                                                                | Amichevole                                                            | -                                                                     |                                                                       |
| 29-3-2015                                                             | Budapest                                                              | Ungheria                                                              | 0 – 0                                                                 | Grecia                                                                | Qual. Euro 2016                                                       | -                                                                     |                                                                       |
| 4-9-2015                                                              | Il Pireo                                                              | Grecia                                                                | 0 – 1                                                                 | Finlandia                                                             | Qual. Euro 2016                                                       | -                                                                     |                                                                       |
| 13-11-2015                                                            | Lussemburgo                                                           | Lussemburgo                                                           | 1 – 0                                                                 | Grecia                                                                | Amichevole                                                            | -                                                                     |                                                                       |
| 17-11-2015                                                            | Istanbul                                                              | Turchia                                                               | 3 – 0                                                                 | Grecia                                                                | Amichevole                                                            | -                                                                     |                                                                       |
| 1-9-2016                                                              | Eindhoven                                                             | Paesi Bassi                                                           | 1 – 2                                                                 | Grecia                                                                | Amichevole                                                            | -                                                                     | 46’                                                                   |
| 7-10-2016                                                             | Atene                                                                 | Grecia                                                                | 2 – 0                                                                 | Cipro                                                                 | Qual. Mondiali 2018                                                   | -                                                                     | 71’                                                                   |
| 10-10-2016                                                            | Tallinn                                                               | Estonia                                                               | 0 – 2                                                                 | Grecia                                                                | Qual. Mondiali 2018                                                   | -                                                                     |                                                                       |
| 9-11-2016                                                             | Atene                                                                 | Grecia                                                                | 0 – 1                                                                 | Bielorussia                                                           | Amichevole                                                            | -                                                                     | 87’                                                                   |
| 13-11-2016                                                            | Atene                                                                 | Grecia                                                                | 1 – 1                                                                 | Bosnia ed Erzegovina                                                  | Qual. Mondiali 2018                                                   | -                                                                     | 80’                                                                   |
| 31-8-2017                                                             | Il Pireo                                                              | Grecia                                                                | 0 – 0                                                                 | Estonia                                                               | Qual. Mondiali 2018                                                   | -                                                                     | 66’                                                                   |
| 10-10-2017                                                            | Atene                                                                 | Grecia                                                                | 4 – 0                                                                 | Gibilterra                                                            | Qual. Mondiali 2018                                                   | -                                                                     |                                                                       |
| 9-11-2017                                                             | Zagabria                                                              | Croazia                                                               | 4 – 1                                                                 | Grecia                                                                | Qual. Mondiali 2018                                                   | -                                                                     |                                                                       |
| 27-3-2018                                                             | Zurigo                                                                | Egitto                                                                | 0 – 1                                                                 | Grecia                                                                | Amichevole                                                            | -                                                                     |                                                                       |
| 25-3-2021                                                             | Granada                                                               | Spagna                                                                | 1 – 1                                                                 | Grecia                                                                | Qual. Mondiali 2022                                                   | -                                                                     |                                                                       |
| 31-3-2021                                                             | Salonicco                                                             | Grecia                                                                | 1 – 1                                                                 | Georgia                                                               | Qual. Mondiali 2022                                                   | -                                                                     | 67’                                                                   |
| 3-6-2021                                                              | Bruxelles                                                             | Belgio                                                                | 1 – 1                                                                 | Grecia                                                                | Amichevole                                                            | -                                                                     |                                                                       |
| 6-6-2021                                                              | Malaga                                                                | Norvegia                                                              | 1 – 2                                                                 | Grecia                                                                | Amichevole                                                            | -                                                                     |                                                                       |
| 1-9-2021                                                              | Basilea                                                               | Svizzera                                                              | 2 – 1                                                                 | Grecia                                                                | Amichevole                                                            | -                                                                     | 65’                                                                   |
| 5-9-2021                                                              | Pristina                                                              | Kosovo                                                                | 1 – 1                                                                 | Grecia                                                                | Qual. Mondiali 2022                                                   | -                                                                     | 88’                                                                   |
| Totale                                                                |                                                                       | Presenze                                                              | 35                                                                    |                                                                       | Reti                                                                  | 4                                                                     |                                                                       |

## Palmarès

### Club

#### Competizioni nazionali
- Campionato greco: 2

Olympiakos: 2007-2008, 2008-2009
- Coppa di Grecia: 1

Olympiakos: 2007-2008, 2008-2009
- Coppa di Germania: 1

Schalke 04: 2010-2011
- Supercoppa di Germania: 1

Schalke 04: 2011